# فهرست پرفروش‌ترین آلبوم‌ها
در زیر، فهرست پرفروش‌ترین آلبوم‌های موسیقی جهان آورده شده است. برای حضور در لیست، رقم فروش باید توسط یک منبع معتبر منتشر شده باشد و آلبوم حداقل ۲۰ میلیون نسخه فروخته باشد. این لیست می‌تواند شامل هر نوع آلبومی باشد، از جمله آلبوم‌های استودیویی، آلبوم چندآهنگه، آلبوم بهترین‌ها، آلبوم گردآوری‌شده، آلبوم موسیقی متن و آلبوم ریمیکس. ارقام داده شده فروش مجدد آلبوم‌های دست دوم را شامل نمی‌شود.
آلبوم تریلر مایکل جکسون، که تخمین زده می‌شود ۷۰ میلیون نسخه از آن در سراسر جهان فروخته شده، پرفروش‌ترین آلبوم است. اگرچه تخمین‌های فروش تریلر تا ۱۲۰ میلیون نسخه هم رسیده است، اما این آمار فروش غیرقابل اعتماد هستند. جکسون در حال حاضر با ۵ آلبوم بیشترین تعداد آلبوم در این لیست را هم داراست. پس از او سلین دیون با ۴ آلبوم و ویتنی هیوستون، بیتلز، پینک فلوید و مدونا هر کدام ۳ آلبوم در این لیست دارند. پرفروش‌ترین آلبوم موسیقی متن، بادیگارد از ویتنی هیوستون، پرفروش‌ترین آلبوم گردآوری‌شده، بهترین‌هایشان (۱۹۷۱-۱۹۷۵) از ایگلز، پرفروش‌ترین آلبوم زنده، آنپلاگد از اریک کلپتون و پرفروش‌ترین آلبوم گروهی، سیاه‌پوش برگشتم از گروه ای‌سی/دی‌سی است.

## راهنمای تشخیص نوع آلبوم
آلبوم‌های لیست زیر به ۴ نوع تقسیم شده‌اند:
| رنگ‌ها | رنگ‌ها                             |
| ----- | --------------------------------- |
|       | آلبوم‌های استودیویی                |
|       | آلبوم بهترین‌ها و آلبوم گردآوری‌شده |
|       | آلبوم موسیقی متن                  |
|       | آلبوم زنده                        |

## ۴۰ میلیون نسخه و بیشتر
*همه ارقام نوشته شده به میلیون هستند
| هنرمند                           | عنوان                    | انتشار | ژانر                            | فروش گواهی‌دار (از فروشگاه‌های مجاز)* | فروش گزارش‌شده* | منابع         |
| -------------------------------- | ------------------------ | ------ | ------------------------------- | ----------------------------------- | -------------- | ------------- |
| مایکل جکسون                      | تریلر                    | ۱۹۸۲   | پاپ، پست-دیسکو، فانک، راک       | ۵۱٫۲                                | ۷۰             | [ ۳ ] [ ۴ ]   |
| ای‌سی/دی‌سی                        | سیاه‌پوش برگشتم           | ۱۹۸۰   | هارد راک                        | ۳۱٫۱                                | ۵۰             | [ ۵ ]         |
| ویتنی هیوستون / هنرمندان گوناگون | بادیگارد                 | ۱۹۹۲   | آراندبی، سول، پاپ، موسیقی متن   | ۲۷٫۷                                | ۴۵             | [ ۶ ] [ ۷ ]   |
| پینک فلوید                       | نیمه تاریک ماه           | ۱۹۷۳   | پراگرسیو راک                    | ۲۴٫۸                                | ۴۵             | [ ۸ ]         |
| ایگلز                            | بهترین‌هایشان (۱۹۷۱–۱۹۷۵) | ۱۹۷۶   | کانتری راک، سافت راک، فولک راک  | ۴۱٫۲                                | ۴۴             | [ ۹ ]         |
| میت لوف                          | خفاش بیرون از جهنم       | ۱۹۷۷   | هارد راک، گلم راک، پراگرسیو راک | ۲۲                                  | ۴۳             | [ ۱۰ ]        |
| ایگلز                            | هتل کالیفرنیا            | ۱۹۷۶   | سافت راک                        | ۳۱٫۸                                | ۴۲             | [ ۱۱ ]        |
| شنایا توین                       | به نزد ما بیا            | ۱۹۹۷   | کانتری، موسیقی پاپ              | ۳۰٫۴                                | ۴۰             | [ ۱۲ ] [ ۱۳ ] |
| فلیتوود مک                       | شایعات                   | ۱۹۷۷   | سافت راک                        | ۳۰٫۳                                | ۴۰             | [ ۱۴ ] [ ۱۵ ] |
| بی جیز / هنرمندان گوناگون        | تب شب یکشنبه             | ۱۹۷۷   | دیسکو                           | ۲۲٫۱                                | ۴۰             | [ ۱۶ ] [ ۱۷ ] |

## ۳۰ تا ۳۹ میلیون نسخه
*همه ارقام نوشته شده به میلیون هستند
| خواننده                      | آلبوم                         | سال انتشار (میلادی/شمسی) | سبک                            | مجموع فروش نسخه‌های مجاز*                                      | فروش تخمینی* | Ref(s)               |
| ---------------------------- | ----------------------------- | ------------------------ | ------------------------------ | ------------------------------------------------------------- | ------------ | -------------------- |
| هنرمندان مختلف               | گریس (موسیقی متن)             | ۱۳۵۷/۱۹۷۸                | راک اند رول                    | ۱۴٫۴                                                          | ۳۸           | [ ۱۸ ]               |
| لد زپلین                     | لد زپلین ۴                    | ۱۳۵۰/۱۹۷۱                | هارد راک، هوی متال، فولک راک   | ۲۹٫۰                                                          | ۳۷           |                      |
| ادل                          | ۲۱                            | ۱۳۸۹/۲۰۱۱                | پاپ، سول                       | ۲۵٫۳                                                          | ۳۷           | [ ۱۹ ]               |
| مایکل جکسون                  | بد                            | ۱۳۶۶/۱۹۸۷                | پاپ، ریتم اند بلوز، فانک و راک | ۲۲٫۲                                                          | ۳۵           | [ ۲۰ ] [ ۲۱ ] [ ۲۲ ] |
| آلانیس موریست                | قرص کوچک دندانه‌دار            | ۱۳۷۴/۱۹۹۵                | آلترنتیو راک                   | ۲۴٫۴                                                          | ۳۳           | [ ۲۳ ] [ ۲۴ ]        |
| مایکل جکسون                  | خطرناک                        | ۱۳۷۰/۱۹۹۱                | آراندبی و پاپ                  | ۱۷٫۰                                                          | ۳۲           | [ ۲۵ ]               |
| سلین دیون                    | افتادن در دام تو              | ۱۳۷۴/۱۹۹۶                | پاپ، سافت راک                  | ۲۰٫۲                                                          | ۳۲           | [ ۲۶ ]               |
| ایگلز                        | هتل کالیفرنیا                 | ۱۳۵۵/۱۹۷۶                | سافت راک                       | ۳۱٫۵                                                          | ۳۲           | [ ۲۷ ]               |
| بیتلز                        | گروه کلوپ بی‌کسان گروهبان فلفل | ۱۳۴۶/۱۹۶۷                | راک                            | ۱۸٫۲                                                          | ۳۲           | [ ۲۸ ]               |
| هنرمندان مختلف               | رقص کثیف                      | ۱۳۶۶/۱۹۸۷                | پاپ، راک، آراندبی معاصر        | ۱۷٫۹                                                          | ۳۲           | [ ۲۹ ]               |
| مدونا                        | مجموعه بی عیب و نقص           | ۱۳۶۹/۱۹۹۰                | پاپ، رقص                       | ۱۹٫۴                                                          | ۳۱           | [ ۳۰ ]               |
| سلین دیون                    | بیا درباره عشق حرف بزنیم      | ۱۳۷۶/۱۹۹۷                | پاپ، سافت راک                  | ۱۹٫۳                                                          | ۳۱           | [ ۳۱ ]               |
| بیتلز                        | ۱                             | ۱۳۷۹/۲۰۰۰                | راک                            | ۲۳٫۴                                                          | ۳۱           | [ ۳۲ ]               |
| آبا                          | ABBA Gold: بهترین‌ها           | ۱۳۷۱/۱۹۹۲                | پاپ، دیسکو                     | ۲۳٫۰                                                          | ۳۰           | [ ۳۳ ]               |
| بیتلز                        | ابی رود                       | ۱۳۴۸/۱۹۶۹                | راک                            | ۱۴٫۴                                                          | ۳۰           | [ ۳۴ ]               |
| بروس اسپرینگستین             | متولد ایالات متحده آمریکا     | ۱۳۶۳/۱۹۸۴                | راک                            | ۱۹٫۶                                                          | ۳۰           | [ ۳۵ ]               |
| دایر استریتس                 | هم‌رزمان                       | ۱۳۶۴/۱۹۸۵                | روتس راک، بلوز راک، سافت راک   | ۱۷٫۷                                                          | ۳۰           | [ ۳۶ ] [ ۳۷ ]        |
| جیمز هورنر                   | تایتانیک (موسیقی متن)         | ۱۳۷۶/۱۹۹۷                | موسیقی فیلم                    | ۱۸٫۱                                                          | ۳۰           | [ ۳۸ ]               |
| گانز ان روزز                 | اشتها برای ویرانی             | ۱۳۶۶/۱۹۸۷                | هارد راک                       | ۲۱٫۹                                                          | ۳۰           | [ ۳۹ ] [ ۴۰ ]        |
| نیروانا                      | بی‌خیال                        | ۱۳۷۰/۱۹۹۱                | گرانج، آلترنتیو راک            | ۱۶٫۷                                                          | ۳۰           | [ ۴۱ ]               |
| پینک فلوید                   | دیوار                         | ۱۳۵۸/۱۹۷۹                | پروگرسیو راک                   | ۱۸٫۷                                                          | ۳۰           | [ ۴۲ ]               |
| سانتانا                      | فرا طبیعی                     | ۱۳۷۸/۱۹۹۹                | راک لاتین                      | ۲۰٫۵                                                          | ۳۰           | [ ۴۳ ]               |
| \| باب مارلی و گروه ویلرز \| | افسانه                        | ۱۹۷۲/۱۹۸۳                | رگی                            | ۲۰٫۳                                                          | ۳۰           | [ ۴۴ ]               |
| التون جان                    | خداحافظ جاده خشتی زرد         | ۱۹۷۳                     | راک، پاپ راک، گلم راک          | ۸٫۵ - US: 8 million - UK: 300,000 - AUS: 210,000 - NZ: 15,000 | ۳۰           | [ ۴۹ ] [ ۵۰ ]        |
| باب مارلی و گروه ویلرز       |                               |                          |                                |                                                               |              |                      |

## ۲۰ تا ۲۹ میلیون نسخه
*همه ارقام نوشته شده به میلیون هستند
| خواننده           | آلبوم                               | سال انتشار (میلادی/شمسی) | سبک                              | فروش تخمینی* | Ref(s)               |
| ----------------- | ----------------------------------- | ------------------------ | -------------------------------- | ------------ | -------------------- |
| بون جووی          | لغزنده هنگامی که مرطوب است          | ۱۳۶۵/۱۹۸۶                | هارد راک، گلم متال               | ۲۸           | [ ۵۱ ]               |
| ماریا کری         | جعبه موسیقی                         | ۱۳۷۲/۱۹۹۳                | پاپ، آراندبی معاصر               | ۲۸           | [ ۵۲ ]               |
| بریتنی اسپیرز     | ... عزیزم یک بار دیگر               | ۱۳۷۷/۱۹۹۹                | پاپ                              | ۲۷           | [ ۵۳ ]               |
| لینکین پارک       | نظریه دورگه                         | ۱۳۷۹/۲۰۰۰                | نیو متال، رپ متال، آلترنتیو متال | ۲۷           | [ ۵۴ ]               |
| امینم             | نمایش امینم                         | ۱۳۸۱/۲۰۰۲                | هیپ هاپ                          | ۲۷           | [ ۵۵ ] [ ۵۶ ]        |
| نورا جونز         | با من بیا                           | ۱۳۸۰/۲۰۰۲                | جز                               | ۲۷           | [ ۵۷ ]               |
| اریک کلپتون       | از پریز جدا شده                     | ۱۳۷۱/۱۹۹۲                | آکوستیک راک، آکوستیک بلوز        | ۲۶           | [ ۵۸ ]               |
| کارول کینگ        | پرده نقش دار                        | ۱۳۴۹/۱۹۷۱                | پاپ                              | ۲۵           | [ ۵۹ ]               |
| فیل کالینز        | بدون نیاز به ژاکت                   | ۱۳۶۳/۱۹۸۵                | پاپ راک                          | ۲۵           | [ ۶۰ ]               |
| کوئین             | بهترین‌ها                            | ۱۳۶۰/۱۹۸۱                | راک                              | ۲۵           | [ ۶۱ ]               |
| مدونا             | آبی واقعی                           | ۱۹۸۶                     | پاپ، رقص                         | ۲۵           | [ ۶۲ ]               |
| سایمون و گارفانکل | پل روی آبهای خروشان                 | ۱۳۴۸/۱۹۷۰                | فولک راک                         | ۲۵           | [ ۶۳ ]               |
| U2                | درخت جاشوا                          | ۱۳۶۶/۱۹۸۷                | راک                              | ۲۵           | [ ۶۴ ]               |
| پرینس و رولوشن    | باران ارغوانی                       | ۱۳۶۳/۱۹۸۴                | پاپ راک، موج نو، آراندبی         | ۲۵           | [ ۶۵ ]               |
| جرج مایکل         | ایمان                               | ۱۳۶۶/۱۹۸۷                | پاپ، آراندبی، فانک، سول          | ۲۵           | [ ۶۶ ]               |
| التون جان         | بهترین‌ها                            | ۱۳۵۳/۱۹۷۴                | پاپ                              | ۲۴           | [ ۶۷ ]               |
| بکستریت بویز      | بکستریت بک / بکستریت بویز           | ۱۳۷۶/۱۹۹۷                | پاپ                              | ۲۴           | [ ۶۸ ]               |
| بکستریت بویز      | هزاره                               | ۱۳۷۸/۱۹۹۹                | پاپ                              | ۲۴           | [ ۶۸ ]               |
| اسپایس گرلز       | اسپایس                              | ۱۳۷۵/۱۹۹۶                | پاپ                              | ۲۳           | [ ۶۹ ] [ ۷۰ ]        |
| ایس آو بیس        | ملت شاد                             | ۱۳۷۱/۱۹۹۲                | پاپ                              | ۲۳           | [ ۷۱ ]               |
| سلین دیون         | تمام راه… یک دهه ترانه              | ۱۳۷۸/۱۹۹۹                | پاپ                              | ۲۲           | [ ۷۲ ]               |
| ویتنی هیوستون     | ویتنی هیوستون                       | ۱۳۶۳/۱۹۸۵                | پاپ، آراندبی                     | ۲۲           | [ ۷۳ ]               |
| فیوجیز            | امتیاز                              | ۱۳۷۴/۱۹۹۶                | آلترنتیو هیپ پاپ                 | ۲۲           | [ ۷۴ ] [ ۷۵ ] [ ۷۶ ] |
| اوئیسیز           | (داستان چیست) گل شیپوری؟            | ۱۳۷۴/۱۹۹۵                | بریت پاپ، راک                    | ۲۲           | [ ۷۷ ]               |
| مایکل جکسون       | تاریخ: گذشته، حال و آینده، کتاب اول | ۱۳۷۴/۱۹۹۵                | آراندبی، پاپ و هیپ هاپ           | ۲۲           | [ ۷۸ ]               |
| مدونا             | مثل یک باکره                        | ۱۳۶۳/۱۹۸۴                | پاپ، رقص                         | ۲۱           | [ ۷۹ ]               |
| امینم             | مارشال مترز ال پی                   | ۱۳۷۹/۲۰۰۰                | هیپ هاپ                          | ۲۱           | [ ۸۰ ]               |
| بون جووی          | جاده متقاطع                         | ۱۳۷۳/۱۹۹۴                | هارد راک، گلم متال               | ۲۱           | [ ۸۱ ]               |
| مایکل جکسون       | غیرمعمول                            | ۱۳۵۸/۱۹۷۹                | دیسکو، پاپ، فانک و آراندبی       | ۲۰           | [ ۸۲ ]               |
| ادل               | ۲۵                                  | ۱۳۹۴/۲۰۱۵                | سول، پاپ، آراندبی                | ۲۰           | [ ۸۳ ]               |
| لورن هیل          | بد تحصیلی لورین هیل                 | ۱۳۷۷/۱۹۹۸                | نئو سول، آراندبی و هیپ هاپ       | ۲۰           | [ ۸۴ ] [ ۸۵ ] [ ۸۶ ] |
| بوستون            | بوستون                              | ۱۳۵۵/۱۹۷۶                | هارد راک                         | ۲۰           | [ ۸۷ ]               |
| بریتنی اسپیرز     | اوپس!... باز هم دسته‌گل به آب دادم   | ۱۳۷۹/۲۰۰۰                | پاپ                              | ۲۰           | [ ۸۸ ]               |
| سلین دیون         | رنگ عشق من                          | ۱۳۷۲/۱۹۹۳                | پاپ                              | ۲۰           | [ ۸۹ ]               |
| دف لپارد          | تشنج                                | ۱۳۶۶/۱۹۸۷                | هارد راک، گلم متال               | ۲۰           | [ ۹۰ ]               |
| الویس پرسلی       | آلبوم کریسمسی الویس                 | ۱۳۳۶/۱۹۵۷                | کریسمس، پاپ، گاسپل، راک اند رول  | ۲۵ ۲۰        | [ ۹۱ ] [ ۹۲ ] [ ۹۳ ] |
| گرین دی           | دوکی                                | ۱۳۷۲/۱۹۹۴                | پاپ پانک، پانک راک، آلترنتیو راک | ۲۰           | [ ۹۴ ]               |
| لایونل ریچی       | نمی‌توانم آرام بروم                  | ۱۳۶۲/۱۹۸۳                | پاپ، آراندبی، سول                | ۲۰           | [ ۹۵ ]               |
| ماریا کری         | خیال‌بافی                            | ۱۳۷۴/۱۹۹۵                | پاپ، آراندبی                     | ۲۰           | [ ۹۶ ]               |
| پینک فلوید        | کاش اینجا بودی                      | ۱۳۵۴/۱۹۷۵                | پراگرسیو راک، آرت راک، راک تجربی | ۲۰           | [ ۹۷ ]               |
| شنایا توین        | زن درونم                            | ۱۳۷۳/۱۹۹۵                | کانتری، پاپ                      | ۲۰           | [ ۹۸ ]               |
| سوپرترمپ          | صبحانه در آمریکا                    | ۱۳۵۸/۱۹۷۹                | پراگرسیو راک، آرت راک            | ۲۰           | [ ۹۹ ]               |
| تریسی چپمن        | تریسی چپمن                          | ۱۳۶۷/۱۹۸۸                | فولک راک                         | ۲۰           | [ ۱۰۰ ]              |
| هنرمندان مختلف    | فلش دنس (موسیقی متن)                | ۱۳۶۲/۱۹۸۳                | الکترو، سینث پاپ                 | ۲۰           | [ ۱۰۱ ]              |
| ویتنی هیوستون     | ویتنی                               | ۱۳۶۶/۱۹۸۷                | پاپ، آراندبی                     | ۲۰           | [ ۱۰۲ ]              |
| د هو              | تامی                                | ۱۹۶۹                     | هارد راک، اپرای راک              | ۲۰           | [ ۱۰۳ ]              |

## پرفروش‌ترین آلبوم‌های جهان بر اساس سال
از سال ۲۰۰۱، جداول پرفروش‌ترین آلبوم‌های جهان در هر سال، به‌صورت سالانه توسط فدراسیون بین‌المللی صنعت فونوگرافی ارائه می‌گردد. این جداول به‌صورت دو گزارش سالانه منتشر می‌شوند، گزارش موسیقی دیجیتال و صنعت ضبط در قالب اعداد. گزارش موسیقی جهان از سال ۲۰۱۶، جایگزین این دو شد.
واحدهای فروخته‌شده شامل کپی‌های فیزیکی و دانلودهای دیجیتال است.
| سال  | آلبوم                              | هنرمند(ها)                  | فروش (میلیون) | منابع           |
| ---- | ---------------------------------- | --------------------------- | ------------- | --------------- |
| ۲۰۰۱ | نظریه دورگه                        | لینکین پارک                 | ۹٫۰           | [ ۱۰۵ ]         |
| ۲۰۰۲ | نمایش امینم                        | امینم                       | ۱۳٫۹          | [ ۱۰۶ ]         |
| ۲۰۰۳ | Come Away with Me                  | نورا جونز                   | ۱۱٫۰          | [ ۱۰۷ ]         |
| ۲۰۰۴ | اعترافات                           | آشر                         | ۱۲٫۰          | [ ۱۰۸ ]         |
| ۲۰۰۵ | اکس‌اندوای                          | کلدپلی                      | ۸٫۳           | [ ۱۰۹ ]         |
| ۲۰۰۶ | High School Musical                | هنرمندان گوناگون            | ۷٫۰           | [ ۱۱۰ ]         |
| ۲۰۰۷ | High School Musical 2              | هنرمندان گوناگون            | ۶٫۰           | [ ۱۱۱ ]         |
| ۲۰۰۸ | زنده‌باد زندگی یا مرگ و همه دوستانش | کلدپلی                      | ۶٫۸           | [ ۱۱۲ ]         |
| ۲۰۰۹ | I Dreamed a Dream                  | سوزان بویل                  | ۸٫۳           | [ ۱۱۳ ]         |
| ۲۰۱۰ | ریکاوری                            | امینم                       | ۵٫۷           | [ ۱۱۴ ]         |
| ۲۰۱۱ | ۲۱                                 | ادل                         | ۱۸٫۱          | [ ۱۰۶ ]         |
| ۲۰۱۲ | ۲۱                                 | ادل                         | ۸٫۳           | [ ۱۱۵ ]         |
| ۲۰۱۳ | خاطرات شبانه                       | وان دایرکشن                 | ۴٫۰           | [ ۱۱۶ ]         |
| ۲۰۱۴ | یخ‌زده                              | هنرمندان گوناگون            | ۱۰٫۰          | [ ۱۱۷ ]         |
| ۲۰۱۵ | ۲۵                                 | ادل                         | ۱۷٫۴          | [ ۱۱۸ ]         |
| ۲۰۱۶ | لیموناد                            | بیانسه                      | ۲٫۵           | [ ۱۱۹ ]         |
| ۲۰۱۷ | ÷                                  | اد شیرن                     | ۶٫۱           | [ ۱۲۰ ]         |
| ۲۰۱۸ | بزرگ‌ترین شومن: موسیقی فیلم         | هیو جکمن و هنرمندان گوناگون | ۳٫۵           | [ ۱۲۱ ]         |
| ۲۰۱۹ | 5x20 All the Best!! ۱۹۹۹–۲۰۱۹      | آراشی                       | ۳٫۳           | [ ۱۲۲ ]         |
| ۲۰۲۰ | نقشه روح: ۷                        | بی‌تی‌اس                      | ۴٫۸           | [ ۱۲۳ ]         |
| ۲۰۲۱ | ۳۰                                 | ادل                         | ۴٫۶۸          | [ ۱۲۴ ]         |
| ۲۰۲۲ | Greatest Works of Art              | جی چو                       | ۷٫۲           | [ ۱۲۵ ]         |
| ۲۰۲۳ | FML                                | سونتین                      | ۶٫۲           | [ ۱۲۶ ] [ ۱۲۷ ] |